# Субпрефектура Сідаді-Тірадентіс
Субпрефектура Сідаді-Тірадентіс (порт. Subprefeitura da Cidade Tiradentes) — одна з 31 субпрефектури міста Сан-Паулу, розташована на сході міста. Її повна площа 15 км², населення понад 248 тис. мешканців. Складається лише з 1 округу — Сідаді-Тірадентіс.
Субпрефектура є переважно житловим та промисловим районом, що не містить бібліотек, театрів, кінотеатрів, культурних центрів та інших подібних установ. Проте вона має і відносно невелику кількість фавел, де мешкають лише 5,8 % її мешканців.